# Тринчат
Тринчат (кат. trinxat) — блюдо, распространённое в районе Пиренеев, главным образом в Андорре и каталонских комарках Сердань и Альт-Уржель. Готовится из картофеля, капусты и бекона.
Название, означающее «мятый» или «нарезанный», происходит от каталонского слова trinxar, что означает «нарезать».
Обычно тринчат едят зимой, поскольку он считается согревающей пищей. Это популярное блюдо каталонской кухни, и каждый год в городе Пучсерда в честь него проводится фестиваль — Феста дель Тринчат.

## Приготовление
Измельчённую капусту и картофель отваривают и перемешивают. На сковородке с оливковым маслом поджаривают кусочки бекона и чеснок. Выкладывают массу из картофеля и капусты и поджаривают её с обеих сторон. Сверху часто украшают обжаренными полосками бекона и кровяной колбасой. Иногда его подают с солёной сельдью или просто едят с хлебом. Готовый тринчат напоминает небольшую лепёшку или картофельную тортилью с вкраплениями кусочков капусты.